# Nalbari (Distrikt)
Nalbari ist ein Distrikt im indischen Bundesstaat Assam. Sitz der Verwaltung ist die gleichnamige Stadt Nalbari.

## Geografie
Der Distrikt liegt im Westen von Assam. Er grenzt im Norden an den Distrikt Baksa, im Nordosten an den Distrikt Tamulpur, im Osten und Süden an den Distrikt Kamrup sowie im Westen an die Distrikte Barpeta und Bajali.
Der südlichste Teil des Distrikts liegt in der Tiefebene von Assam. In den anderen Teilen des Distrikts gibt es zahlreiche Inselberge und Hügel. Die Fläche beträgt 1052 km².

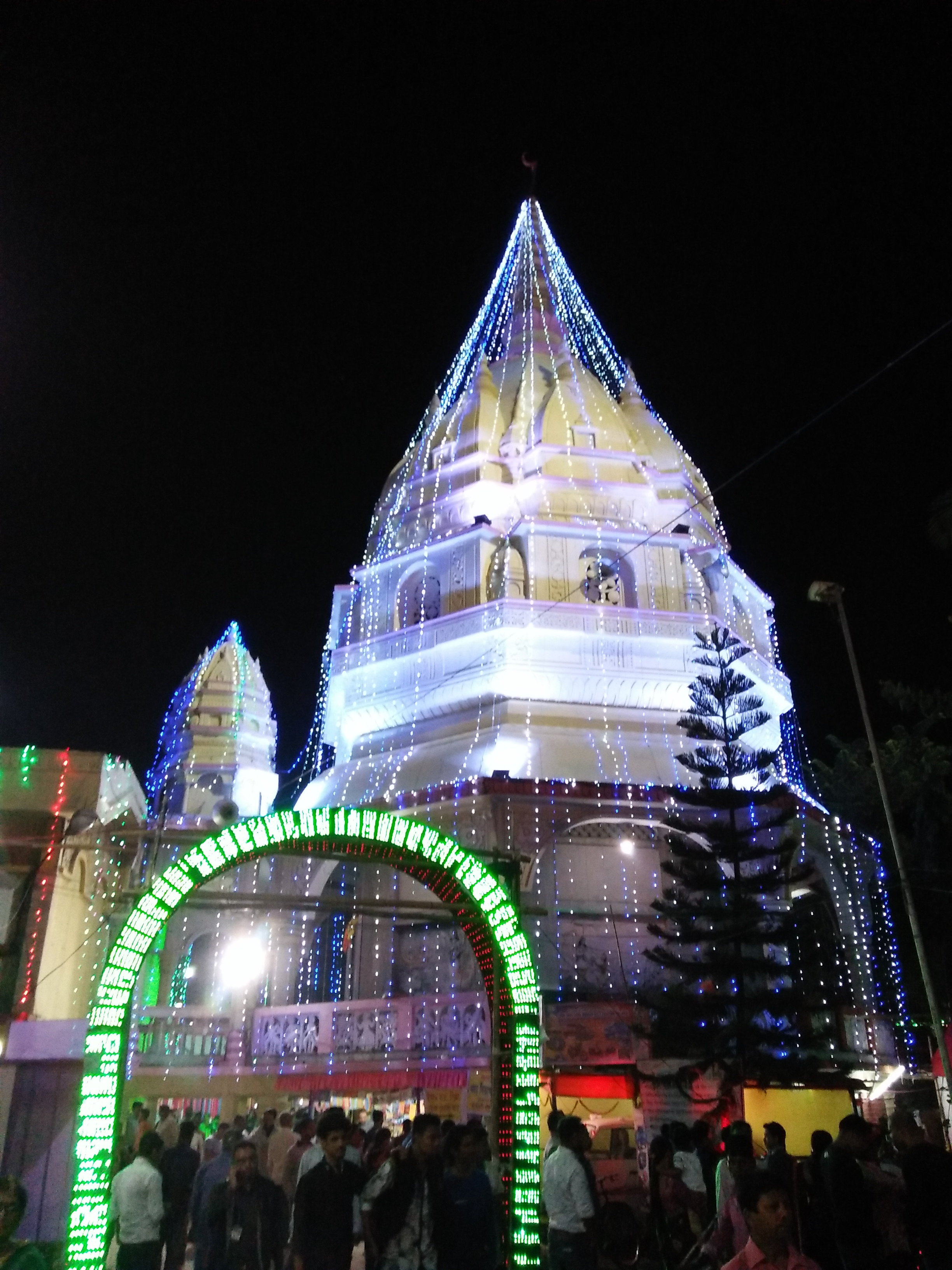
Hari Mandir in Nalbari

## Geschichte
Der Distrikt Nalbari teilt die Geschichte mit den Nachbardistrikten. Zuerst gehörte er von 350 bis 1140 zum Reich Kamarupa, später zum Königreich Kamata. Von 1498 bis 1515 gehörte das Gebiet zum Sultanat von Bengalen. Ab 1515 wurde es durch die Dynastie Koch regiert. Ein Familienzweig dieser Königsfamilie verwaltete das Gebiet von 1587 bis 1612. Danach war es bis 1658 Teil des Mogulreichs. Zwischen 1658 und 1681 wechselte die Region wegen der Kriege zwischen dem Mogulreich und dem Königreich Ahom mehrfach den Besitzer. Ab 1681 bis 1816 gehörte es zu diesem Königreich. Ab 1816 stand das Gebiet unter starkem Einfluss von Birma. Nach dem Ersten Anglo-Birmanischen Krieg kam die Region nach dem Vertrag von Yandaboo unter die Herrschaft der Britischen Ostindien-Kompanie. Diese schuf 1836 den Distrikt Kamrup, der das Gebiet der heutigen Distrikte Bajali, Baksa, Barpeta, Kamrup, Kamrup Metropolitan, Nalbari und Tamulpur abdeckte. Bis 1983 blieb dieser ungeteilte Bezirk bestehen. Der Distrikt Nalbari entstand 1985 aus Teilen des Distrikt Kamrup. 2004 wurde Baksa abgetrennt und zu einem eigenen Distrikt, wodurch sich Fläche und Einwohnerzahl verkleinerten.

## Bevölkerung

### Übersicht
Die Einwohnerzahl lag bei 771.639 (2011). Die Bevölkerungswachstumsrate im Zeitraum von 2001 bis 2011 betrug 11,92 %. Nalbari hat ein Geschlechterverhältnis von 949 Frauen pro 1000 Männer und damit einen für Indien häufigen Männerüberschuss. Der Distrikt hatte 2011 eine Alphabetisierungsrate von 78,63 %, eine Steigerung um knapp 6 Prozentpunkte gegenüber dem Jahr 2001. Die Alphabetisierung liegt damit über dem nationalen Durchschnitt. Knapp 63,7 % der Bevölkerung sind Hindus, ca. 36,0 % sind Muslime, je ca. 0,1 % sind Christen und Jainas und ca. 0,1 % gaben keine Religionszugehörigkeit an oder praktizierten andere Religionen. 12,4 % der Bevölkerung sind Kinder unter 6 Jahre. Knapp 10,7 % der Bevölkerung leben in Städten.

### Einwohnerentwicklung
In den ersten Jahrzehnten des 20. Jahrhunderts wuchs die Bevölkerung bereits stark. Dies trotz Seuchen, Krankheiten und Hungersnöten. Seit der Unabhängigkeit Indiens hält die starke Bevölkerungszunahme weiterhin an. Während die Bevölkerung in der ersten Hälfte des 20. Jahrhunderts um rund 153 % zunahm, betrug das Wachstum in den fünfzig Jahren zwischen 1961 und 2011 134 %. Die Bevölkerungszunahme zwischen 2001 und 2011 lag bei tiefen 11,99 % oder rund 82.600 Menschen. Offizielle Bevölkerungsstatistiken der heutigen Gebiete sind seit 1901 bekannt und veröffentlicht. Grund für die ungewöhnlich starke Zunahme der Bevölkerung ab 1901 war lange Zeit die Zuwanderung ins dünn besiedelte Gebiet. Heutzutage ist es der Geburtenüberhang. Die Entwicklung verdeutlicht folgende Tabelle:
| Jahr      | 1901   | 1911    | 1921    | 1931    | 1941    | 1951    | 1961    | 1971    | 1981    | 1991    |
| Einwohner | 91.724 | 103.949 | 118.705 | 151.846 | 196.535 | 231.698 | 329.736 | 429.760 | k. Ang. | 603.307 |

### Bedeutende Orte
Im Distrikt gibt es elf Orte, die als Städte (towns und notified towns) gelten. In diesen Städten wohnen insgesamt 82.730 Menschen oder 10,72 % der Distriktsbevölkerung. Die sieben Städte mit mehr als 5000 Einwohnern sind:
Die vier weiteren regionalen Zentren, die Städtestatus haben, sind Rupiabathan (4981 Einwohner), Tihu (4599 Einwohner), Pipalibari (4534 Einwohner) und Marowa (4004 Einwohner).

### Volksgruppen
In Indien teilt man die Bevölkerung in die drei Kategorien general population, scheduled castes und scheduled tribes ein. Die scheduled castes (anerkannte Kasten) mit (2011) 60.216 Menschen (7,80 Prozent der Bevölkerung) werden heutzutage Dalit genannt (früher auch abschätzig Unberührbare betitelt). Die scheduled tribes sind die anerkannten Stammesgemeinschaften mit (2011) 23.364 Menschen (3,03 Prozent der Bevölkerung), die sich selber als Adivasi bezeichnen. Zu ihnen gehören in Assam 23 Volksgruppen. Fast alle Angehörigen der scheduled tribes sind Bodo (auch Boro genannt) (14.178 Personen oder 1,84 % der Distriktsbevölkerung) oder Kachari (6.387 Personen oder 0,83 % der Distriktsbevölkerung). Die Anteile der scheduled tribes sind in den Subdistrikten sehr unterschiedlich. Den niedrigsten Anteil hat der Subdistrikt Barbhag (0,34 %) und den höchsten Anteil an Personen in anerkannten Stammesgemeinschaften hat der Subdistrikt Baganpara (19,03 %).

## Bildung
Dank bedeutender Anstrengungen steigt die Alphabetisierung. Sie liegt mittlerweile bei rund 78,6 % (2001 noch bei 72,7 %). Dies ist ein überdurchschnittlicher Wert für Indien. Im städtischen Bereich können beinahe 94 Prozent der Männer lesen und schreiben. Auf dem Land bei den Frauen dagegen nur rund 71 Prozent. Typisch für indische Verhältnisse sind die starken Unterschiede zwischen den Geschlechtern und der Stadt-/Landbevölkerung.
Die Werte sind in den Subdistrikten allerdings sehr unterschiedlich. Sie schwanken zwischen 90,23 % (Männer 94,79 % und Frauen 85,51 %) im Subdistrikt Tihu (Pt) und 58,78 % (Männer 65,60 % und Frauen 51,52 %) im Subdistrikt Barkhetri. Alle Städte weisen sehr hohe Werte bei der Alphabetisierung auf.
| Alphabetisierung im Distrikt Nalbari   |                   |                   |
| Einheit                                | Volkszählung 2011 | Volkszählung 2011 |
| Einheit                                | Anzahl            | Anteil            |
| GESAMT                                 | 531.771           | 78,63 %           |
| Männer                                 | 293.184           | 84,36 %           |
| Frauen                                 | 238.587           | 72,57 %           |
| STADT GESAMT                           | 67.560            | 89,89 %           |
| Stadt-Männer                           | 36.044            | 93,72 %           |
| Stadt-Frauen                           | 31.516            | 85,88 %           |
| LAND GESAMT                            | 464.211           | 77,22 %           |
| Land-Männer                            | 257.140           | 83,19 %           |
| Land-Frauen                            | 207.071           | 70,90 %           |
| Quelle: Ergebnis der Volkszählung 2011 |                   |                   |

## Verwaltung
Der Distrikt teilt sich heute in die neun Verwaltungsgebiete Baganpara (Pt), Banekuchi, Barama (Pt), Barbhag, Barkhetri, Ghograpar (Pt), Nalbari, Pachim Nalbari und Tihu (Pt) auf.

## Wirtschaft
Die Landwirtschaft ist die vorwiegende Einkommensquelle für die meisten Einwohner.